# روستش
روستش (به چکی: Roseč) یک منطقهٔ مسکونی در جمهوری چک است که در ناحیه ییندریخوف هرادتس واقع شده‌است. روستش ۵٫۴۶ کیلومتر مربع مساحت و ۲۱۳ نفر جمعیت دارد.